# Echinodia
Echinodia är ett släkte av svampar. Echinodia ingår i familjen Schizoporaceae, ordningen Hymenochaetales, klassen Agaricomycetes, divisionen basidiesvampar och riket svampar.
|           | Xylodon                                |
|           |                                        |
|           | Schizopora                             |
|           |                                        |
|           | Hyphodontia                            |
|           |                                        |
|           | Lagarobasidium                         |
|           |                                        |
|           | Rogersella                             |
|           |                                        |
|           | Basidioradulum                         |
|           |                                        |
|           | Leucophellinus                         |
|           |                                        |
|           | Palifer                                |
|           |                                        |
|           | Alutaceodontia                         |
|           |                                        |
|           | Echinoporia                            |
|           |                                        |
| Echinodia | \| \| Echinodia theobromae \| \| \| \| |
|           | \| \| Echinodia theobromae \| \| \| \| |
|           | Paratrichaptum                         |
|           |                                        |
|           | Odontiopsis                            |
|           |                                        |
|           | Poriodontia                            |
|           |                                        |
|           | Echinodia theobromae                   |
|           |                                        |

|  | Echinodia theobromae |
|  |                      |